# A7 (Marokko)
De A7 is een snelweg in Marokko

## Trajecten

### A7:Tétouan-Fnideq
28 km
- 2007: Tétouan - M'diq: 14 km
- 2008 : M'diq - Fnideq: 14 km

A1 · A2 · A3 · A4 · A5  · A7 

Société Nationale des Autoroutes du Maroc